# James Clements
James Franklin Clements, conhecido como Jim Clements (Nova Iorque, 31 de outubro de 1927 - Oceanside, 9 de junho de 2005), foi um ornitólogo, autor e empresário norte-americano.

## Biografia
Ele recebeu seu doutorado pela California Western University em 1975. Sua tese se tornou a primeira edição de Birds of the World, A Check List (agora em sua sexta edição). Clements faleceu quando estava prestes a terminar a sexta edição da obra, que foi concluída pela equipe de seu laboratório de ornitologia.
A ave Polioptila clementsi foi batizada em sua homenagem.
Ele morreu no Tri-City Hospital, em Oceanside (Califórnia), de complicações relacionadas com a leucemia mieloide aguda.

## Vida pessoal
Ele se casou com Mary Norton e tiveram dois filhos. Seu segundo casamento, que durou 14 anos, foi com Christina. Ele casou-se pela terceira vez com Karen.